# (34967) 3269 T-2
3269 T-2 (asteroide 34967) é um asteroide da cintura principal. Possui uma excentricidade de 0.23760700 e uma inclinação de 8.56242º.
Este asteroide foi descoberto no dia 30 de setembro de 1973 por Cornelis Johannes van Houten e Ingrid van Houten-Groeneveld e Tom Gehrels em Palomar.